# Lotte Entertainment
Lotte Entertainment é uma companhia sul-coreana de produção e distribuição de filmes. Estabilizada na República da Coreia, a companhia tem distribuído filmes por toda Coreia do Sul desde sua fundação em Setembro de 2003. É uma empresa subsidiária do Lotte Group.

## Lançamentos
- Meet The In-Laws (2011)
- I am Father (2011)
- Officer of the year (2011)
- Mama (2011)
- Ghastly (2011)
- War of The Arrows (2011)
- Pain (2011)
- Pitch High (2011)
- A Reason to Live (2011)
- Perfect Game (2011)
- Peacemaker (2012)
- Papa (2012)
- Arquitetura 101 (2012)
- Eungyo (2012)
- The Concubine (2012)
- Mr. XXX-Kisser (2012)
- I Am the King (2012)
- The Neighbors (2012)
- The Spies (2012)
- Almost Che (2012)
- Code Name: Jackal (2012)
- Love Clinique (2012)
- Return of the Mafia (2012)
- South Bound (2013)
- An Ethics Lesson (2013)
- Very Ordinary Couple (V.O.C.) (2013)
- Born to Sing (2013)
- Hapiness for Sale (2013)
- Mai Ratina (2013)
- The Terror, Live (2013)
- Hope (2013)
- Queen of The Night (2013)
- Top Star (2013)
- Friend - The Great Legacy (2013)
- Steal My Heart (2013)